# پردیس شاهه دانشگاه بیهانگ
پردیس شاهه دانشگاه بیهانگ در پارک آموزش عالی شاهه، منطقه چانگپینگ ، در فاصله ۲۶ کیلومتری از پردیس جاده زوئیوان واقع شده است.

## موقعیت پردیس
توجه: مسافت‌های زیر کوتاه‌ترین مسافت‌های رانندگی هستند که از Baidu Maps و بر اساس شرایط جاده‌سازی در تاریخ ۳ دسامبر ۲۰۱۶ تهیه شده است.

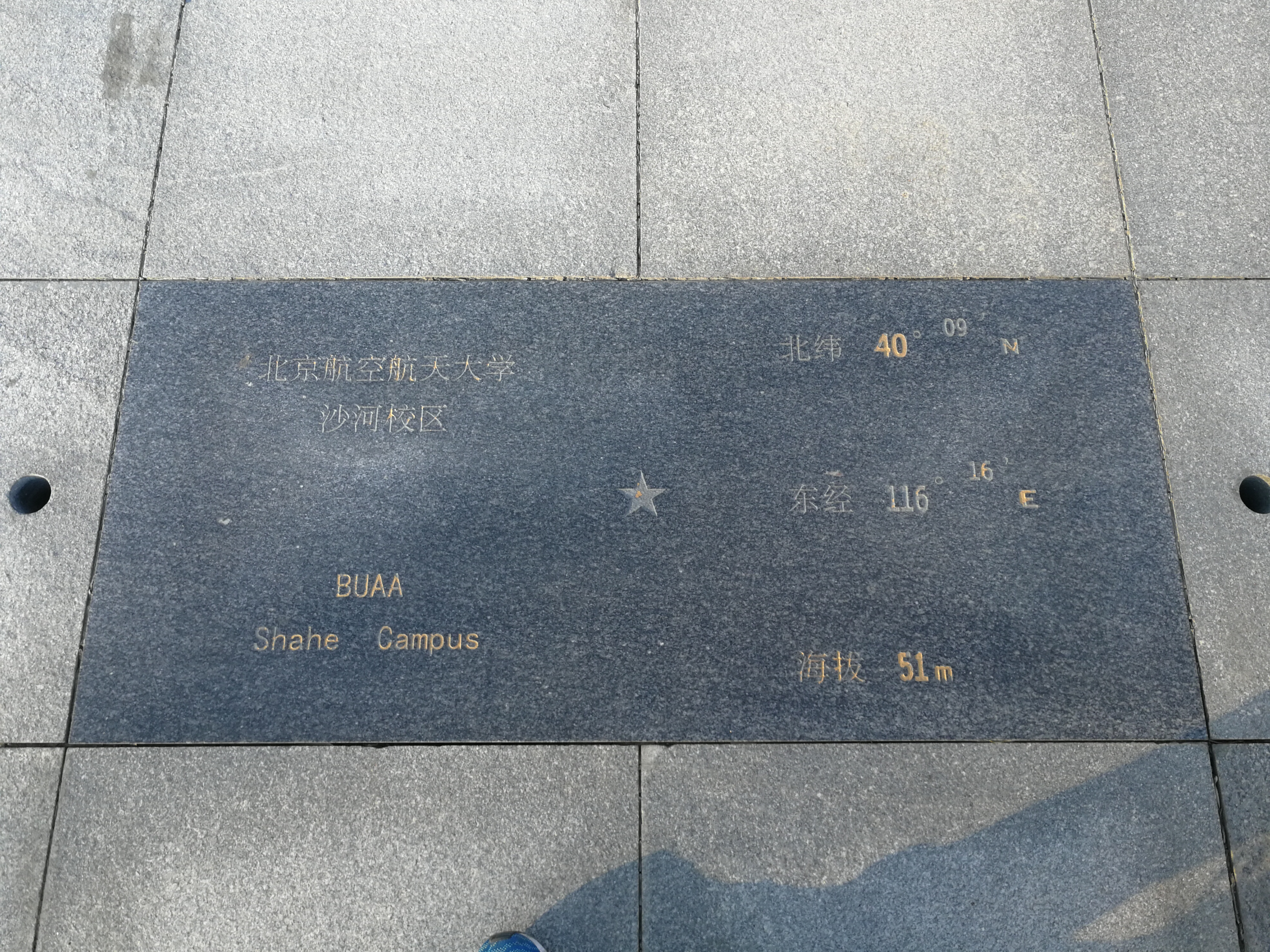
تابلوی پردیس شاهه دانشگاه بیهنگ، مختصات جغرافیایی پردیس در تصویر قابل مشاهده است.

- پکن، منطقه چانگپینگ، پارک آموزش عالی شاهه، خیابان سوم جنوبی، پلاک ۹.
- طول شرقی ۱۱۶ درجه و ۱۶ دقیقه، عرض شمالی ۴۰ درجه و ۹ دقیقه و ارتفاع ۵۱ متر است.
- فاصله تا پردیس جاده Xueyuan: 25.6 کیلومتر.
- از میدان تیان آن من: ۳۴٫۹ کیلومتر.
- فاصله تا شهر چانگ پینگ (ایستگاه مترو چانگ پینگ): ۱۱٫۹ کیلومتر.
- از فرودگاه بین‌المللی پکن (ترمینال ۳): ۴۴٫۳ کیلومتر.
- از ایستگاه راه‌آهن پکن: ۳۹٫۶ کیلومتر.
- فاصله تا پردیس لیانگ شیانگ مؤسسه فناوری پکن: ۵۹٫۹ کیلومتر.

## تاریخ

### دوره آماده‌سازی
- در سال ۲۰۰۱، به منظور اجرای روح سومین کنفرانس ملی آموزش و پرورش و تعمیق بیشتر اصلاحات در سیستم آموزشی، با تصویب کمیته حزب شهرداری پکن و دولت شهرداری، دولت ناحیه چانگ پینگ تصمیم به ساخت عالی شاهه پکن گرفت. پارک آموزش در شمال شهر ماهواره ای شاهه و شامل آن در دولت شهرداری پکن شد. طبق برنامه شهرداری، دانشگاه بیهنگ باید فاز اول ساخت را در دوره «برنامه پنج ساله دهم» به پایان برساند، یعنی در[۱] ۲۰۰۵ به‌طور رسمی وارد آن شود به‌طور موقت قفسه بندی شده است.
- در سال ۲۰۰۳، دانشگاه بیهانگ، آموزش سال اول را در شهر دانگ فانگ، استان هبی[۲] اندازی کرد نزدیکتر به مقر واقع شده بود.
- در سال ۲۰۰۶، دانشگاه بی هانگ برای ساخت آزمایشگاه ملی علوم و فناوری هوانوردی موافقت کرد. در نهایت مدرسه تصمیم گرفت این دو را با هم بسازد.
- در ۱۳ اکتبر ۲۰۰۷، پردیس شاهه دانشگاه بیهنگ و آزمایشگاه ملی علوم و فناوری هوانوردی (سایت جدید) رسماً شروع به ساخت کردند.
- از ۴ ژوئن تا ۱۷ جولای ۲۰۱۰، مدرسه بیشتر کارهای آماده‌سازی را قبل از بهره‌برداری از پردیس شاهه به پایان رساند.[۳]

### رسماً راه اندازی شد
- در ۱۴ سپتامبر ۲۰۱۰، پردیس جدید شاهه پذیرای اولین کلاس خود بود - دانشجویان مقطع کارشناسی کلاس ۲۰۱۰، شامل ۳۰۰۳ دانشجو که به‌طور دائم در پردیس شاهه مستقر هستند.
- در ۲۰ سپتامبر ۲۰۱۰، مدرسه مراسم راه اندازی بزرگ اتوبوس شاتل پردیس شاهه را برگزار کرد.[۳]

### ادامه ساختن
- در ۲۸ دسامبر ۲۰۱۰، فاز اول خط چانگ پینگ متروی پکن تکمیل و افتتاح شد که محیط حمل و نقل معلمان و دانش آموزان را به و از پردیس جاده Xueyuan بهبود بخشید.
- در ۲۲ سپتامبر ۲۰۱۱، وو گوانگ، اولین رئیس مؤسسه هوانوردی پکن و مؤسس دانشگاه بیهانگ، شخصاً از پردیس شاهه بازدید کرد.
- در ژوئن ۲۰۱۲، ۳۰۰۳ دانشجوی مقطع کارشناسی از کلاس ۲۰۱۰ زندگی دو ساله خود را در پردیس شاهه به پایان رساندند و تقریباً در همان زمان با موفقیت به پردیس جاده Xueyuan نقل مکان کردند. ۲ آپارتمان دانشجویی در پردیس شاهه همه معلمان و دانشجویان دانشکده تحصیل، کار و زندگی خود را در پردیس شاهه آغاز کردند.
- از آگوست تا اوایل نوامبر ۲۰۱۲، پردیس شاهه از نزدیک بر روی شصتمین سالگرد مدرسه متمرکز شد و متوالی یک «طومار طول کیلومتر» را برای سالگرد مدرسه طراحی کرد، وب سایت پردیس شاهه را اصلاح کرد و مجموعه ای از فعالیت‌ها را به نام «بیهنگ» برگزار کرد. کارناوال ۶۰ ساله، از طریق بنرها، پخش و نمایشگاه‌های عکاسی، تبلیغات سالگرد مدرسه را به اشکال مختلف انجام دهید. در روز سالگرد مدرسه، مراسم نامگذاری و بزرگداشت مجسمه «ستاره بیهنگ» با شکوه در زمین چمن ضلع غربی میدان مرکزی پردیس شاهه برگزار شد. پردیس شاهه آموزشی برای ۶۰ داوطلب سازماندهی کرد، بیش از ۱۲۰۰ فارغ‌التحصیل و مهمانان برجسته را برای بازدید از پردیس شاهه پذیرفت و وظایف مختلف را برای شصتمین سالگرد مدرسه با موفقیت انجام داد.
- در بعدازظهر ۱۸ اکتبر ۲۰۱۳، ساختار اصلی آزمایشگاه ملی علوم و فناوری هوانوردی (فاز اول) بسته شد.
- در سال ۲۰۱۴، به منظور استفاده کامل از منابع مدرسه و بهبود فضای کلی پردیس پردیس شاهه، کمیته مدیریت پردیس شاهه حدود ۸۰ هکتار زمین واقع در گوشه شمال شرقی پردیس را تسطیح کرد و باغ آبی را ساخت که نیمی از آن. برای کاشت ارکیده‌های فوریه برای زیباسازی محیط دانشگاه استفاده شد که نیمی از آن فرصت‌های آموزشی عملی را برای دانشجویان فراهم می‌کند و زندگی فرهنگی پردیس را غنی می‌کند. از ۳۱ آذرماه سال جاری فرکانس تردد اتوبوس از فرکانس ۳۰ دقیقه ای اولیه به فرکانس ۲۰ دقیقه ای تنظیم شد که مشکل تردد معلمان و دانش آموزان را بیشتر بهبود بخشید.[۳]
- از ۱ سپتامبر ۲۰۱۷، دانشگاه بیهنگ تعداد اتوبوس‌های شاتل پردیس را تنظیم کرد و اتوبوس‌های شاتل رایگان را در دسامبر لغو کرد، فاز دوم ساختمان آزمایشگاه ملی مورد استفاده قرار گرفت.

### انتقال منابع
- در ۱۸ سپتامبر ۲۰۱۸، کالج حمل و نقل بیهنگ رهبری انتقال به پردیس شاهه را بر عهده گرفت و نشان داد که بیهنگ پس از دولت مرکزی شروع به تخصیص منابع بین دو پردیس کرد از اکتبر ۲۰۱۸، ساختمان آزمایشگاه ملی به شاهه اصلی تغییر نام داد ساختمان.

## محیط پردیس

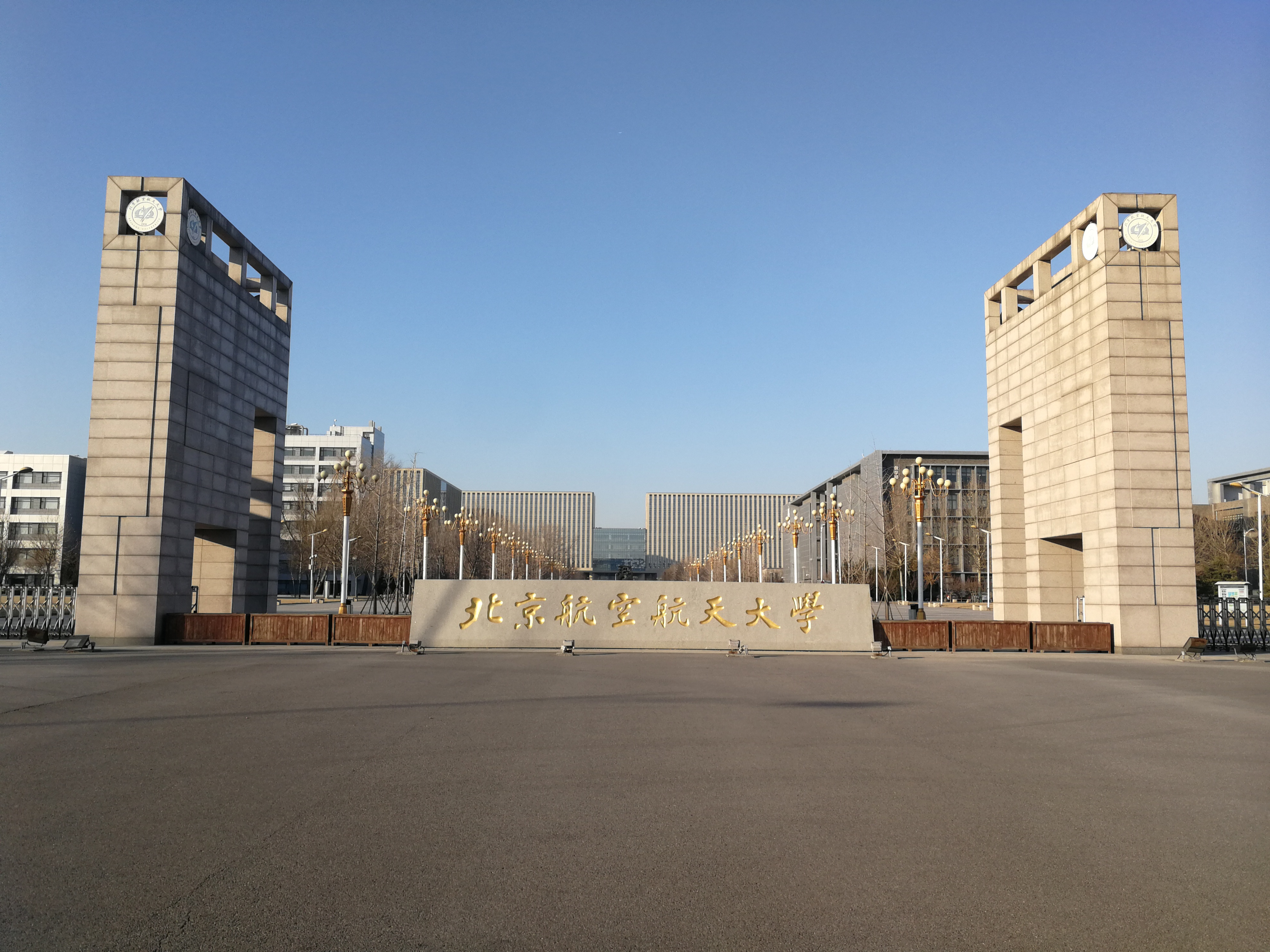
ورودی اصلی (دروازه جنوبی) پردیس شاهه دانشگاه بیهنگ

پردیس شاهه مساحتی معادل ۹۷۰۰۰۰ متر مربع (۱۴۵۹ هکتار) با مساحت ساخت و ساز برنامه‌ریزی شده ۶۲۰۰۰۰ متر مربع را پوشش می‌دهد. از نظر تقسیمات عملکردی برنامه‌ریزی شده، مناطق زندگی دانشجویی، مناطق فعالیت فرهنگی و ورزشی، مناطق آزمایشی تدریس، مناطق پشتیبانی لجستیک پایه، آزمایشگاه‌های ملی و مناطق آپارتمانی متخصص وجود دارد.
پردیس شاهه دارای امکانات آموزشی جامعی است که اساساً نیازهای دانشجویان را برآورده می‌کند. از زمان شروع ساخت و ساز در سال ۲۰۰۷، پردیس شاهه مساحتی به مساحت حدود ۳۰۰۰۰۰ متر مربع شامل خوابگاه‌های دانشجویی، غذاخوری، ساختمان‌های آموزشی، ساختمان‌های آزمایشگاهی، اتاق‌های توزیع اصلی، اتاق‌های دیگ بخار، ایستگاه‌های تصفیه فاضلاب، مراکز آموزشی مهندسی و … ساخته است. آزمایشگاه‌های حرفه ای، آزمایشگاه ملی علوم و فناوری هوانوردی، مرکز فعالیت‌های دانشجویی دانشگاه و امکانات ورزشی و غیره. این استادیوم دارای یک زمین دوومیدانی استاندارد به طول ۴۰۰ متر، یک زمین فوتبال و یک منبر با ظرفیت ۱۰۰۰ نفر است. میله‌های افقی و میله‌های موازی. در عین حال پردیس شاهه دارای راهروی تربیت بدنی به طول ۱۸۶ متر نیز می‌باشد.
پردیس شاهه محیط پردیس زیبایی دارد. این مدرسه در مجموع بیش از ۵۰۰۰ اصله درخت کاشته، سبزسازی محیط اطراف خوابگاه‌های دانش آموزی را تکمیل کرده و ۱۱۶۰۰۰ متر مربع زمینی را که قرار است ساخته شود، به پایان رسانده است. این مدرسه راهروی چشم‌انداز مرکزی، ساخت دریاچه مصنوعی (دریاچه جنوبی)، ساخت «سنگ فرهنگی» با شعار مدرسه و نصب مجسمه‌هایی به ارتفاع ۶ متر با موضوع «صدای قرن» و «مدرسه» را انجام داده است. درخت شعار" در اکتبر ۲۰۱۲ در ۲۵ ام، رصدخانه ملی نجوم، با تایید کمیته نامگذاری اجرام کوچک آسمانی اتحادیه بین المللی نجوم، سیارک با شماره دائمی ۹۰۸۳۰ را "ستاره بیهنگ" نامگذاری کرد. مجسمه سازی با مضمون فلسفه مدرسه "ستاره بیهنگ" در مرکز میدان پردیس شاهه و "درخت شعار مدرسه" به پایان رسید. ستاره‌ها» و دیگر مناظر دانشگاهی و فرهنگی همدیگر را منعکس می‌کنند و به‌طور مشترک سنت معنوی و ویژگی‌های فرهنگی مدرسه را نشان می‌دهند. علاوه بر این، در میدان فرورفته ساختمان آموزشی، دو دیوار موضوعی علم و فرهنگ و هوافضا وجود دارد.

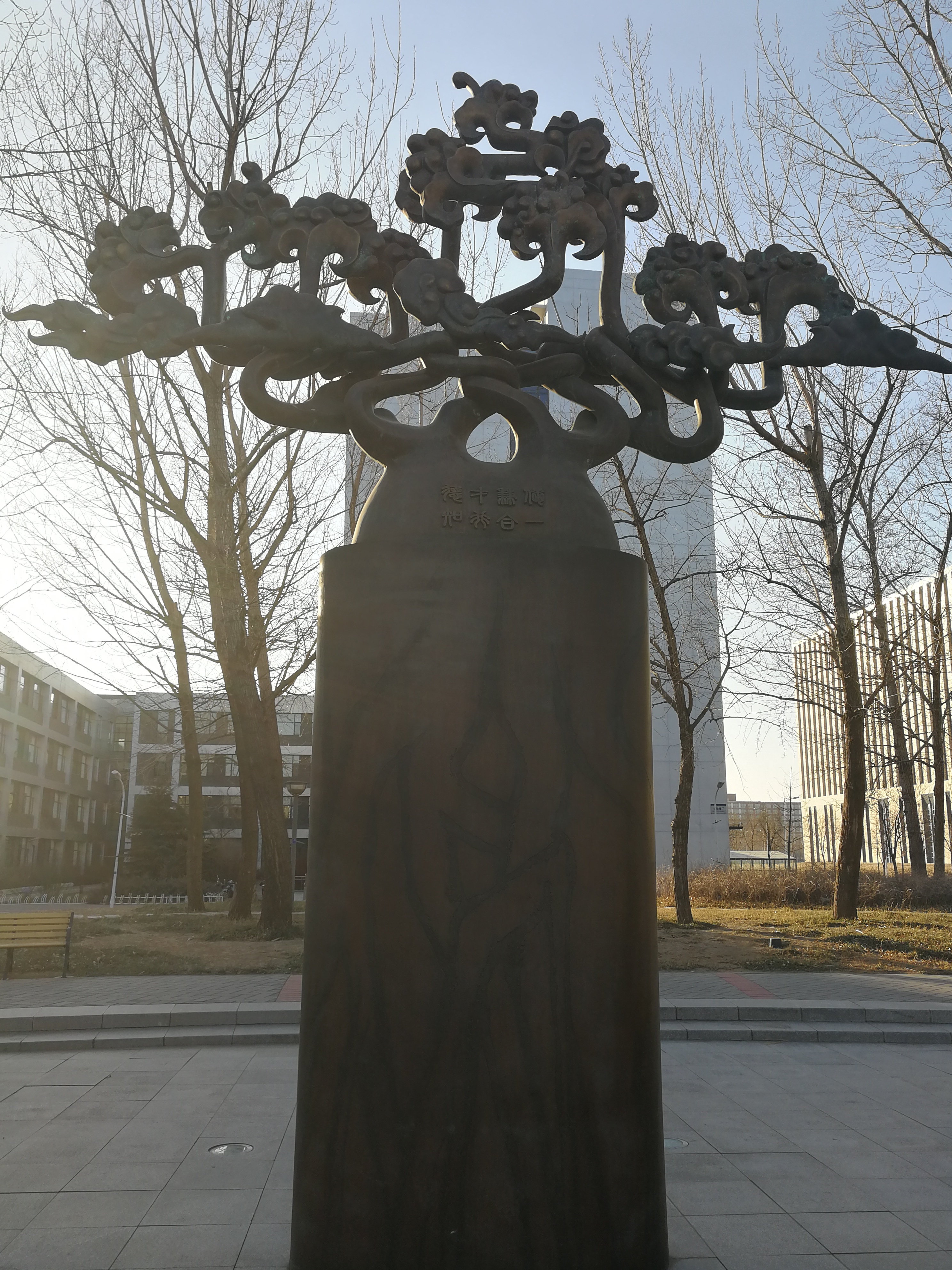
درخت شعار مدرسه
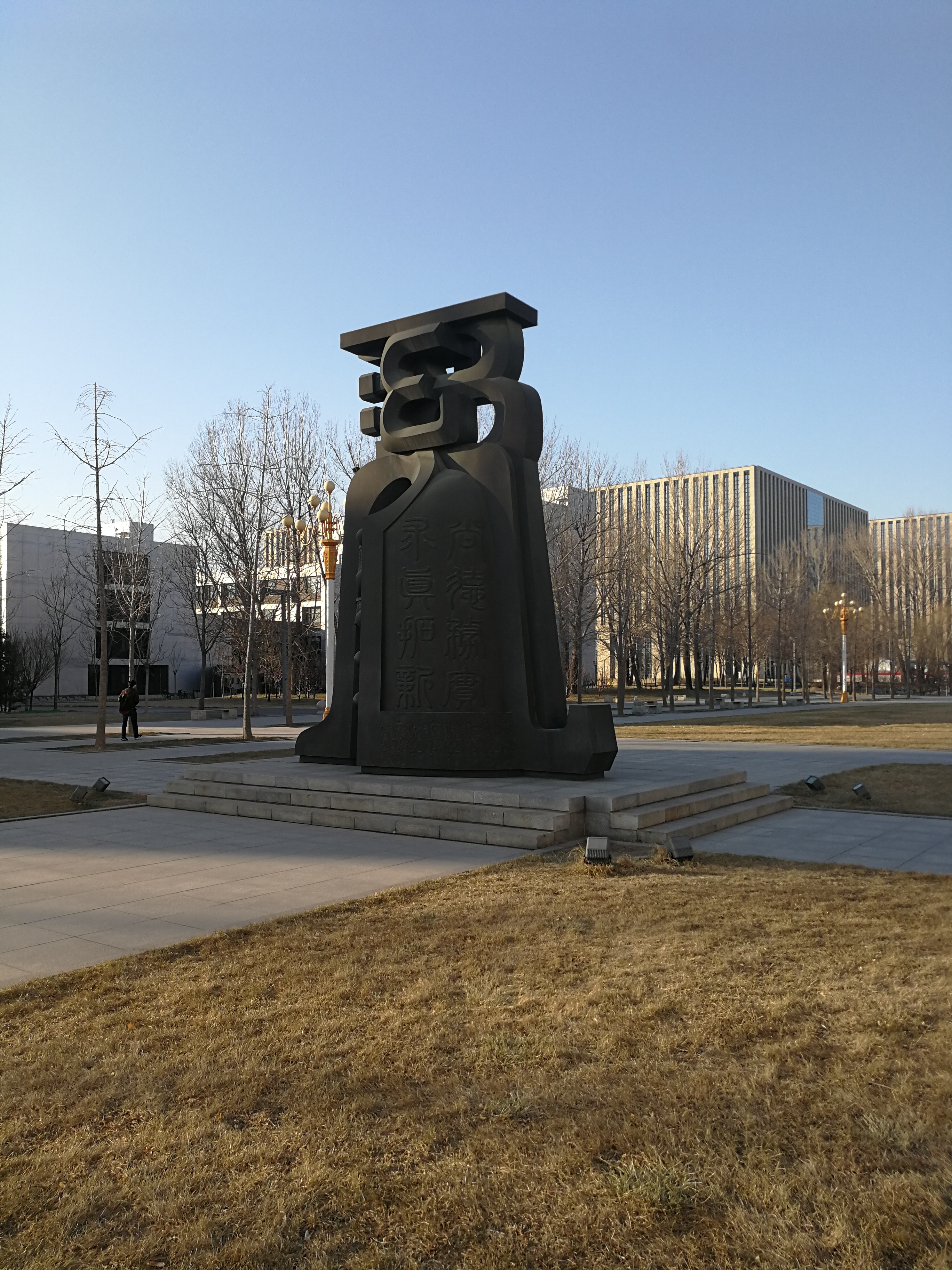
صدای قرن

 زیرساخت‌های پردیس شاهه اساساً کامل شده است. نیازهای اولیه مانند آب، برق، گاز، اینترنت، وای فای (در سراسر مدرسه با تلاش اداره حقوق و منافع اتحادیه دانش آموزی تحت پوشش قرار می‌گیرد) و همچنین زندگی دانش آموزی مانند کافه تریا، حمام، درمانگاه، رختشویخانه دانش آموزی، آرایشگاه‌ها، چاپگرها، بانک‌ها و دفاتر پست همه نیازها در دسترس هستند. تقریباً هیچ نقطه کوری در نظارت کل مدرسه وجود ندارد. ۳۲۱ کاوشگر نظارتی در محوطه دانشگاه نصب شده است (۶۴ کاوشگر در فضاهای عمومی پردیس و ۲۵۷ کاوشگر در ساختمان‌های آموزشی و خوابگاه‌های دانشجویی نصب شده است). که کل محوطه دانشگاه را پوشش می‌دهد، علاوه بر نصب تجهیزات کاوشگر در محوطه خوابگاه دانشجویی، سه سیستم امنیتی پرتو مادون قرمز و سیستم کنترل دسترسی وجود دارد.

### لیست ساختمان‌های پردیس
توجه: داده‌های زیر مربوط به ۳۱ دسامبر ۲۰۱۶ می‌باشد.
| نام:                                 | عکس‌ها | نوع                                   | تعداد لایه‌ها     | استفاده از این ابزار | یادداشت |
| ------------------------------------ | ----- | ------------------------------------- | ---------------- | --- | --- |
| ساختمان مدرسه شماره یک               |       | ساختمان‌های آموزشی                     | ۵                | طبقهٔ ۱، طبقهٔ ۲ برای تدریس در زمینه‌های انگلیسی، طبقهٔ ۳ برای یادگیری و یادگیری در مدرسه‌های پرواز، طبقهٔ ۵ برای خالی کردن | این شبکه از طریق راهروهای بسته‌ای متصل به ساختمان‌های آموزشی ۱ و ۲ است                                                                   |
| راهروهای بسته ۱                      |       | شبکه‌های ارتباطی                       | ۵                | این برنامه به عنوان یک برنامه آموزشی برای آموزش و پرورش در دانشگاه‌های مختلف کشور کشور اشاره می‌کند. | در این باره، در این باره به این گزارش آمده است که در این باره در این باره آمده است:                                                    |
| ساختمان مدرسه شماره ۲                |       | کتابخانه موقت مدرسه                   | ۵                | در حالی که کتابخانهٔ دانشگاه شیخ در سال ۲۰۱۴ به‌طور رسمی ساخته نشده بود، ساختمان به عنوان کتابخانه موقت از طبقهٔ ۱ تا ۴ برای کتابخانه استفاده می‌شد و طبقهٔ ۵ برای کتابخانه. | این شبکه از طریق یک راهرو باز به ساختمان‌های آموزشی ۳ و ۴ متصل می‌شود که از طریق یک سالن تمام بسته و متصل به ساختمان‌های مدرسه ۱ و ۱ است. |
| ساختمان مدرسه شماره ۳                |       | ساختمان‌های آموزشی                     | ۴                | در این باره، در این باره آمده است که در این باره در این باره به عنوان مثال، در این مقاله آمده است که "مردم در این کشور در حال حاضر در حال حاضر با یک دوره آموزشی در حال حاضر به‌طور گسترده‌ای در حال حاضر، در حال حاضر از این دوره‌های آموزشی در حال انجام هستند.                                                           | این شبکه از طریق راهروهای باز به ساختمان‌های آموزشی ۲ و ۴ متصل می‌شود                                                                    |
| ساختمان ۴                            |       | ساختمان‌های آموزشی                     | ۴                | این ساختمان‌ها در این ساختمان آموزش می‌دهند که در آن رشته‌های تخصصی مانند نقشه‌برداری مهندسی، نقشه‌برداری فضائی و فضائی، تدریس می‌شود. | این شبکه از طریق راهروهای باز به ساختمان‌های آموزشی شماره ۱، ۲، ۳ و ۵ متصل می‌شود.                                                       |
| ساختمان پنجم مدرسه                   |       | ساختمان‌های آموزشی                     | ۴                | این ساختمان در طبقه سوم و چهارم دانشگاه‌های پرواز استفاده می‌شود و در آن رشته‌های تخصصی، ریاضیات، تحلیل، ریاضیات و کامپیوترهای دانشگاهی، مورد استفاده قرار می‌گیرند. | این شبکه از طریق راهروهای باز به ساختمان‌های آموزشی ۱ و ۴ متصل می‌شود                                                                    |
| "تعلیم صفر"                          |       | کلاس پله‌ها                            | ۱                | این کلاس شامل چهار کلاس پله ای است که می‌تواند ۴۰۰ نفر را در آن قرار دهد و برای کلاس‌های عمومی، جلسات بزرگ، جلسات سازماندهی دانش آموزان و غیره استفاده می‌شود. | |
| آزمایشگاه شماره یک                   |       | آزمایشگاه                             | ۴                | آزمایشگاه‌های بیولوژیکی | این شبکه از طریق آزمایشگاه شماره ۲ به آزمایشگاه شماره ۳ متصل می‌شود.                                                                    |
| آزمایشگاه شماره ۲                    |       | این راه حل برای ارتباط با آزمایشگاه‌ها | ۴                | آزمایشگاه‌های بیولوژیکی | مرکز آزمایش شماره ۱ و ۳ |
| آزمایشگاه شماره ۳                    |       | آزمایشگاه                             | ۸                | آزمایشگاه فیزیک | این شبکه از طریق یک راه اندازی کاملاً بسته به محل آزمایشگاه شماره ۲ و آزمایشگاه شماره ۱ به محل آزمایشگاه نمبر ۴ متصل می‌شود.             |
| آزمایشگاه شماره ۴                    |       | ساختمان موقت اداره آزمایشگاه          | ۴                | در حالی که ساختمان اداری دانشگاه شیخ رسماً تکمیل نشده بود، این ساختمان به عنوان ساختمان اداری موقت کمیسیون دانشگاه شیخ استفاده می‌شود که دارای یک فضای هنری، دو طبقه با ماشین‌های رای‌گیری خودکار و یک اتاق کنفرانس برای ۴۰۰ نفر است، برای کلاس‌های عمومی بزرگ، مراسم انتخابات عمومی، فعالیت‌های سازماندهی دانش آموزان و غیره. | این راهکشی که از طریق یک راهکشی کاملاً بسته به آزمایشگاه‌های ۳ و ۵ متصل می‌شود، به آزمایشگاه‌های ۵ متصل می‌گردد.                            |
| راهروهای کاملاً بسته ۲                |       | راه حل‌های اتصال به ورودی آزمایشگاه    | ۱                | در این شهر چهار ورودی وجود دارد که به ساختمان آزمایشگاهی شماره ۴، ساختمان آزمایشگاهی ۵، یاتین و خیابان غربی ساختمان آزمایشگاهی می‌پردازد. | |
| آزمایشگاه شماره ۵                    |       | آزمایشگاه                             | ۴                | طبقهٔ ۱ و ۲ برای آزمایشگاه‌های مرور فضایی | |
| آزمایشگاه شماره ۶                    |       | این راه حل برای ارتباط با آزمایشگاه‌ها | ۴                | | |
| آزمایشگاه شماره هفت                  |       | آزمایشگاه                             | ۸                | آزمایشگاه محیط زیست و کامپیوتر | |
| ۱ آپارتمان دانش آموزان               |       | ساختمان‌های دانشجویی                   | ۶+۱              | در این باره می‌خواهیم به شما بگویم که آیا این یک مکان برای بچه‌ها است؟ | |
| دو آپارتمان دانشجویی                 |       | ساختمان‌های دانشجویی                   | ۶+۱              | آپارتمان دانشگاه پرواز | |
| ۳ آپارتمان دانش آموزان               |       | ساختمان‌های دانشجویی                   | ۶ (در بخش ۴) + ۱ | خانه دخترها، که به عنوان "خانه شاهزاده" شناخته می‌شود | |
| ۴ آپارتمان دانشجو                    |       | ساختمان‌های دانشجویی                   | ۶+۱              | این خانه برای پسران است که در حال حاضر در کلاس ۲۰۱۶ است. | |
| اولین رستوران                        |       | اتاق غذاخوری                          | ۳                | در این بخش، یک، دو طبقه، سه طبقه از شمال تا جنوب، یک رستوران عمومی، یک رستوران آموزشی، یک رستوران خرگوش است. | |
| اولین ساختمان خدمات جامع             |       | ساختمان خدمات                         | ۳                | طبقه اول، پست چین، بانک تجارت، فروشگاه‌های خرید و فروش، طبقه دوم، بیمارستان دانشگاه شاهی، طبقه دوم برای چاپ و دفتر مشاوران است. | |
| ورزشگاه دانشگاه شاش                  |       | امکانات فیزیکی                        | ۳                | طبقه اول برای تاتاریوم بوممن (با ۸۰۰ نفر) طبقه سوم برای استادیوم بزرگ (با ۱۵۰۰+ رویداد ثابت) | |
| مرکز زندگی دانشگاهی در پردیس شاش     |       | امکانات فیزیکی                        | ۵                | یک طبقه برای سالن شنا و ورزش داخلی، دو طبقه برای سالن تایی، سه طبقه برای سالن داخلی، چهار طبقه برای سالن ورزشی | |
| مرکز آموزش مهندسی                    |       | آزمایشگاه                             | ۳                | آموزش برنامه‌های کارآموزی برای مهندسی | |
| آزمایشگاه پرتو                       |       | ساختمان آزمایشگاه                     |                  | | |
| منطقه A ساختمان اصلی رودخانه ریت     |       | ساختمان‌های اداری ساختمان آزمایشگاه    | ۱۰               | | |
| ساختمان اصلی رودخانه ریتس منطقه B    |       | ساختمان‌های اداری ساختمان آزمایشگاه    | ۱۰               | | |
| ساختمان اصلی رودخانه ریتس منطقه C    |       |                                       |                  | | |
| منطقه D ساختمان اصلی رودخانه ریت     |       |                                       |                  | | |
| منطقه ای از ساختمان اصلی رودخانه ریت |       |                                       |                  | | |
| منطقه F ساختمان اصلی رودخانه ریت     |       |                                       |                  | | |

## استفاده از پردیس

### وضع موجود
در حال حاضر، دانشگاه بی هانگ دارای ۳۰ کالج و ۴ آکادمی است که شامل موارد زیر است:
- آکادمی پرواز (بخش ۱۶): کل آکادمی در پردیس شاهه تحصیل می‌کند و زندگی می‌کند.
- کالج مهندسی چینی-فرانسوی (۲۴ بخش)، کالج بین‌المللی (۲۵ بخش)، و دانشجویان ورزشی: همه کالج‌ها در پردیس جاده Xueyuan تحصیل و زندگی می‌کنند.
- دانشکده آموزش از راه دور مدرن (بخش ۲۲)، مدرسه مارکسیسم (گروه ۲۸): هیچ دانشجویی در مقطع کارشناسی پذیرفته نمی‌شود.
- آکادمی Qiming (بخش ۷۱)، آکادمی فنگ رو (دپارتمان ۷۲)، آکادمی ژیکسینگ (دپارتمان ۷۹): در پردیس شاهه ثبت نام کنید و بعد از سال اول تحصیلی، کالج را تغییر دهید از سال دوم تا ارشد.
- ۲۵ کالج دیگر: دانشجویان سال اول و دوم مقطع کارشناسی در پردیس شاهه، دانش‌آموزان، دانشجویان ارشد و فارغ‌التحصیلان در پردیس جاده Xueyuan هستند. پردیس نقل و انتقالات در آخر هفته آخرین هفته از ترم دوم سال دوم منتقل می‌شود.

### چشم‌انداز
بر اساس طرح احداث پردیس شاهه، در آینده با رفع مشکل اسکان ، کلیه دانشجویان مقطع کارشناسی و تعدادی از دانشجویان فوق لیسانس در پردیس شاهه تحصیل و زندگی خواهند کرد و پردیس جاده Xueyuan به پایگاه علمی پژوهشی تبدیل خواهد شد. .

## به شوخی
توجه: نام‌های شوخی زیر توسط دانش‌آموزان تحقیرآمیز است و اظهارات رسمی مدرسه نیست.
- خطوط هوایی عربستان سعودی: دانشجویان سال اول کلاس در سال ۲۰۱۰ اولین دسته از دانشجویانی بودند که در مقایسه با پردیس اصلی (پردیس جاده Xuanxuan)، پردیس بسیار دور از مناطق شلوغ پکن بودند و آنها تا حدودی ناراضی بودند؛ بنابراین آنها به شوخی پردیس شاهه دانشگاه بیهنگ را "دانشگاه هوانوردی و فضانوردی شاهه" نامیدند. این کلاس از دانش آموزان نسل‌های بعد نیز لقب «شهدا» را داشتند و دیواری که نام آنها در زیر ساختمان آموزشی شماره ۴ نوشته شده بود، «دیوار یادمان شهدا» لقب گرفت.
  - هواپیمایی هنان: «نسخه پیشرفته» «ایرلاینز صحرا». هنگامی که مسافرانی که از تلفن‌های همراه با سیم کارت‌های Unicom خارج از کشور چین استفاده می‌کنند [نکته ۲] از Changping Xishankou و Shahe به Xierqi می‌روند و از ایستگاه Zhuxinzhuang عبور می‌کنند، پیامک‌های تبریک و هشدارهای سفر از Unicom پکن دریافت می‌کنند؛ بنابراین، برخی از دانشجویان پردیس شاهه فکر می‌کنند که مدرسه آنها در پکن نیست (بلکه در هبی است)، بنابراین به شوخی آن را "دانشگاه هوانوردی و فضانوردی هبی" یا به اختصار "دانشگاه ههنگ" می‌نامند.
- باد شیطانی: نام مستعار دانشجویان برای باد شمال و شمال غربی که در زمستان در پردیس شاهه می‌وزد. در زمستان، کانال جریان هوا از جنوب شرقی به شمال غربی پکن باز می‌شود، هنگامی که هوای سرد قوی تر است، از سمت شمال غربی می‌آید، از طریق گذرگاه باریک جویونگ می‌گذرد و به دلیل اثر تونل باد، مستقیماً به پکن می‌رود سرعت جریان خروجی از گذرگاه جویونگ بسیار زیاد است، تا سطح ۸ تا ۱۰، و پارک آموزش عالی شاهه دقیقاً در مقابل جویونگوان قرار دارد، بنابراین تعجب آور نیست که باد شیطانی وجود دارد. از قضا، وقتی باد بد می‌آید، مه به خودی خود از بین می‌رود و با هوای سرد به سمت هبی رانده می‌شود، هنگامی که هوای گرم قوی است، باد جنوب شرقی غالب می‌شود، که مقدار زیادی مه را به شاهه بازمی‌گرداند. در وسط مناسب تر است اغلب کمتر از یک روز طول می‌کشد.
- نامی شوخی برای برخی ساختمان‌ها
  - هانگامی: نام مستعار دانش آموزان برای یک مجسمه زن در نزدیکی ساختمان آموزشی شماره ۳. از آنجایی که نسبت مرد به زن در دانشگاه بی هانگ بسیار متفاوت است، "هانگگیمی" به "الهه" بسیاری از دانشجویان تبدیل شده است.
  - خط "خطرناک": به راهروی تربیت بدنی اطلاق می‌شود که به‌طور رسمی "خط TD" نامیده می‌شود، اما به دلیل طراحی غیر منطقی، موانع زیاد و تصادفات بیشتر، "خیلی خطرناک" نامیده می‌شود. TD)) سیم.

## دیدن
- دانشگاه هوانوردی و فضانوردی پکن
- پارک آموزش عالی شاهه
- لیانگلیانگ پلی تکنیک، نامی مشابه که توسط دانشجویان BIT به پردیس شعبه واقع در نزدیکی جاده کمربندی ششم جنوبی داده شده است.

## رجوع شود
1. ↑  "北京沙河高教园十年:教学区沦为百草园". 中国房地产报. 2011-09-26. A02版.
2. ↑  "学生社团联合会-北京航空航天大学". www.buaa.edu.cn. Archived from the original on 2017-03-10. Retrieved 2017-02-14.
3. 1 2 3  "校区大事记". Archived from the original on 2017-05-27. Retrieved 2016-12-03.
4. ↑  "校区介绍". 2012-10-18. Archived from the original on 2017-05-27. Retrieved 2016-12-03.

## لینک خارجی
- وب سایت پردیس شاهه دانشگاه بیهنگ Archive copy at the Wayback Machine

1. ↑  目前沙河校区仅有۴栋学生公寓，不能满足本科۴个年级近۱٫۶万学生及部分拟迁入院系研究生、教授学者及其家属、后勤保障人员的需求。根据计划（参见虚拟北航）未来将建成۵至۸号公寓以及留学生、研究生、专家公寓区。
2. ↑  短信的内容分别为：“尊敬的客户：欢迎您来到北京，如需帮助请拨打客服热线۱۰۰۱۰或登录www.10010.com，优惠订购机票酒店请拨打۱۱۶۱۱۴。中国联通”和“北京市政府提示：游北京请选正规旅行社（www.bjta.gov.cn）或旅游集散中心۸۳۵۳۱۱۱۱，需帮助拨۱۲۳۴۵，投诉拨۱۲۳۰۱。”